# Pustki (powiat chojnicki)
Pustki (kaszub. Pùstczi) – wieś kaszubska w Polsce położona w województwie pomorskim, w powiecie chojnickim, w gminie Czersk nad rzeką Niechwaszcz. Wieś jest częścią składową sołectwa Gotelp.
W latach 1975–1998 miejscowość administracyjnie należała do województwa bydgoskiego.